# Епідемія гарячки денге в Азії (2019—2020)
Епідемія гарячки денге в Азії (2019—2020) (англ. 2019–2020 dengue fever epidemic) — епідемія гарячки денге в кількох країнах Південно-Східної Азії, включаючи Філіппіни, Малайзію, В'єтнам, Бангладеш, Пакистан, Індію, Таїланд, Сінгапур і Лаос. Також у Латинській Америці 2019 рік став рекордним за захворюваністю на денге. Загалом у світі того року зафіксовано 5,2 млн захворілих.
Поширення хвороби посилилося через падіння рівня вакцинації в певних регіонах, а також внаслідок зростання популяції комарів, які є основними переносниками хвороби та здатні неконтрольовано розмножуватися там, де люди засмічують навколишнє середовище пластиковими контейнерами, які є ідеальним середовищем для розмноження комарів. Постраждалі країни прагнули контролювати епідемію шляхом посилення зусиль щодо вакцинації та контролю над популяцією комарів.

## Ситуація по окремих країнах і регіонах

### Бангладеш
У Бангладеш відділ контролю за інфекційними захворюваннями Генерального директорату служб охорони здоров'я провів опитування в місті Дакка в січні 2019 року, де вони виявили як личинки, так і дорослих комарів роду Aedes у різних частинах міста. На основі результатів опитування в березні 2019 року відділ попередив міську владу про можливий спалах у найближчі місяці. Було розпочато навчання лікарів і медсестер з лютого, розглядаючи можливість майбутнього спалаху. Спалах 2019 року в Бангладеш почався загалом у квітні 2019 року. Станом на серпень 2019 року 14 людей померли та 19 513 людей захворіло, більшість з них були дітьми. Спалах охопив усі райони країни, причому Дакка стала найбільш постраждалим містом у країні, а райони у Дакському окрузі — серед найбільш постраждалих регіонів. Інститут епідеміології, контролю та дослідження захворювань очікував, що спалах триватиме до вересня 2019 року. У серпні 2019 року уряд Бангладеш скасував усі мита на імпорт наборів для тестування на гарячку денге.

### В'єтнам
У В'єтнамі кількість випадків гарячки денге зросла втричі порівняно з 2018 роком до 88 000 до середини липня, з шістьма летальними випадками. До 19 листопада у В'єтнамі було зафіксовано 250 000 випадків захворювання, 50 смертельних випадків. Епідемія найбільш поширена в південному регіоні країни, де місцеві жителі зберігають дощову воду в контейнерах для використання в сільському господарстві, створюючи середовище для розмноження комарів.

### Лаос
У Лаосі кількість випадків гарячки денге до середини 2019 року перевищила 11 000 із 27 летальними випадками, що спонукало Міністерство охорони здоров'я Лаосу рекомендувати осушити місця ймовірного розмноження комарів.

### Малайзія
Міністерство охорони здоров'я Малайзії повідомило, що станом на 3 серпня 2019 року кількість випадків захворювання в країні досягла рекордних 80 000 за рік із 113 померлими. Найвищий рівень захворюваності був у штатах Селангор, Джохор, Келантан, Сабах, Пенанг, Саравак, Негері-Сембілан і Паханг, а також на федеральних територіях. Уряд Малайзії намагався протистояти епідемії, випустивши комарів роду Aedes, заражених бактеріями Wolbachia, що, як очікувалося, зменшило популяцію комарів.

### Пакистан
Влітку 2019 року понад 47 людей померли та понад 30 000 були інфіковані гарячкою денге, що стало найгіршим спалахом хвороби в історії країни. У жовтні 2019 року прем'єр-міністр Імран Хан звернув увагу на спалах і звернувся до спеціального помічника прем'єр-міністра з національних служб охорони здоров'я Зафара Мірзи, щоб отримати звіт. 10 жовтня 2019 року Верховний суд Пешавара надіслав повістку до міністра охорони здоров'я провінції Хайбер-Пахтунхва, щоб пояснити ситуацію, пов'язану зі спалахом в деяких частинах цієї провінції.

### Сінгапур
У Сінгапурі в 2019 році було зареєстровано 15 998 випадків гарячки денге, що в п'ять разів більше, ніж у 2018 році, але менше, ніж попередні спалахи в 2013 і 2014 роках.
2020 рік розпочався з чотирирічного максимуму кількості людей, уражених гарячкою денге за перші шість тижнів року, і зрештою побив рекорди як за кількістю зареєстрованих випадків, так і за кількістю смертей — 35 315 і 32 відповідно.

### Латинська Америка
За період 2019-2020 років зареєстровано 3 139 335 випадків гарячки денге (321,58 випадків на 100 000 населення), у тому числі було 1538 померлих. Із загальної кількості випадків 43,6% були лабораторно підтверджені, а 0,9% були класифіковані як тяжка денге. Летальність становила 0,049%. Кількість зареєстрованих випадків є найбільшою, зареєстрованою в історія цієї хвороби в Америці, що перевищило кількість випадків, зареєстрованих під час епідемії 2015-2016 років, на 30%, а частка тяжкої денге перевищила показники попередніх чотирьох років. Що однак було нижче, ніж це спостерігалося між 2010-2014 роками - від 1,35% до 3,05%.

### Океанія
Влітку 2019 року в Океанії підтвердили спалах. На Маршаллових островах було зареєстровано 276 випадків захворювання та одну смерть, в результаті чого уряд припинив поїздки між міськими центрами Ебейе та Маджуро на зовнішні острови. Спалахи також були зареєстровані в Палау, Федеративних Штатах Мікронезії, Островах Кука, Тувалу та Філіппінах.

### Заморські території Франції
Європейський центр профілактики та контролю захворювань повідомив, що епідемія уразила французький острів Реюньйон біля узбережжя Африки, станом на середину 2019 року було зареєстровано «понад 15 000 автохтонних підтверджених випадків, у тому числі дев'ять смертей. Організація висловив стурбованість тим, що європейська індустрія туризму Реюньйону може стати вектором передачі вірусу до Європи. Виявлено появу автохтонної гарячки денге в Європі разом із збільшенням завозу її та тяжкості. 

### Ємен
У листопаді 2019 року епідемія уразила Ємен, і до кінця місяця в провінції Таїз було зафіксовано майже 8000 випадків.